# Judith Henry
Judith Henry (Parigi, 16 maggio 1968) è un'attrice francese.

## Filmografia parziale

### Cinema
- Un nemico per amico (Après la guerre), regia di Jean-Loup Hubert (1989)
- La timida (La discrète), regia di Christian Vincent (1990)
- Germinal, regia di Claude Berri (1993)
- Les apprentis, regia di Pierre Salvadori (1995)
- Le bel été 1914, regia di Christian de Chalonge (1996)
- Restons groupés, regia di Jean-Paul Salomé (1998)
- La maison de Nina, regia di Richard Dembo (2005)
- L'uomo che cammina (L'homme qui marche), regia di Aurélia Georges (2007)
- Parc, regia di Arnaud des Pallières (2008)
- Il viaggio di Jeanne (Les grandes personnes), regia di Anna Novion (2008)
- Dernier étage gauche gauche, regia di Angelo Cianci (2010)
- Rendez-vous à Kiruna, regia di Anna Novion (2012)
- Io faccio il morto (Je fais le mort), regia di Jean-Paul Salomé (2013)
- Le vacanze del piccolo Nicolas (Les vacances du petit Nicolas), regia di Laurent Tirard (2014)
- Viaggio in Groenlandia (Le voyage au Groenland), regia di Sébastien Betbeder (2016)
- Kompromat, regia di Jérôme Salle (2022)
- Maria, regia di Jessica Palud (2024)

### Televisione
- Xanadu - Una famiglia a luci rosse (Xanadu) - serie TV, 8 episodi (2011)
- Un village français - serie TV, 3 episodi (2009-2016)
- Les témoins - serie TV, 8 episodi (2017)
- Le Bureau - Sotto copertura (Le bureau des légendes) - serie TV, 4 episodi (2020)
- Tout va bien - serie TV, 5 episodi (2023)

## Premi
- Premio César
  - 1991: "Premio César per la migliore promessa femminile" (La timida)